# Pierrelongue
Pierrelongue ist eine französische Gemeinde im Département Drôme in der Région Auvergne-Rhône-Alpes mit 228 Einwohnern (Stand 1. Januar 2022). Wahrzeichen des Ortes ist Basilika Notre-Dame de la Consolation in der Ortsmitte, die auf einem Felsen hoch über dem Ort gelegen ist.  
Die Gemeinde liegt 25 Kilometer nordöstlich von Carpentras im Tal der oberen Ouvèze, das hier recht eng ist. Nördlich des Ouvèze-Tales erheben sich bis zu 650 Meter hohe Berge, zehn Kilometer südöstlich von Pierrelongue erhebt sich das Massiv des Mont Ventoux.
Die Gemeinde geht bis auf Erwähnungen im 12. und 13. Jahrhundert zurück. Seinerzeit besaß die Abtei Saint-André de Villeneuve-lès-Avignon Ländereien im Umfeld von Pierrelongue.
Bis zu deren Stilllegung 1953 verfügte Pierrelongue über einen Bahnhof an der Bahnstrecke Orange-Buis-les-Baronnies. Noch heute können in der Nähe von Pierrelongue einige Überreste dieser ehemaligen Strecke besichtigt werden. Durch den Ort führt die Regionalstraße D5, welche Buis-les-Baronnies mit Vaison-la-Romaine verbindet. 

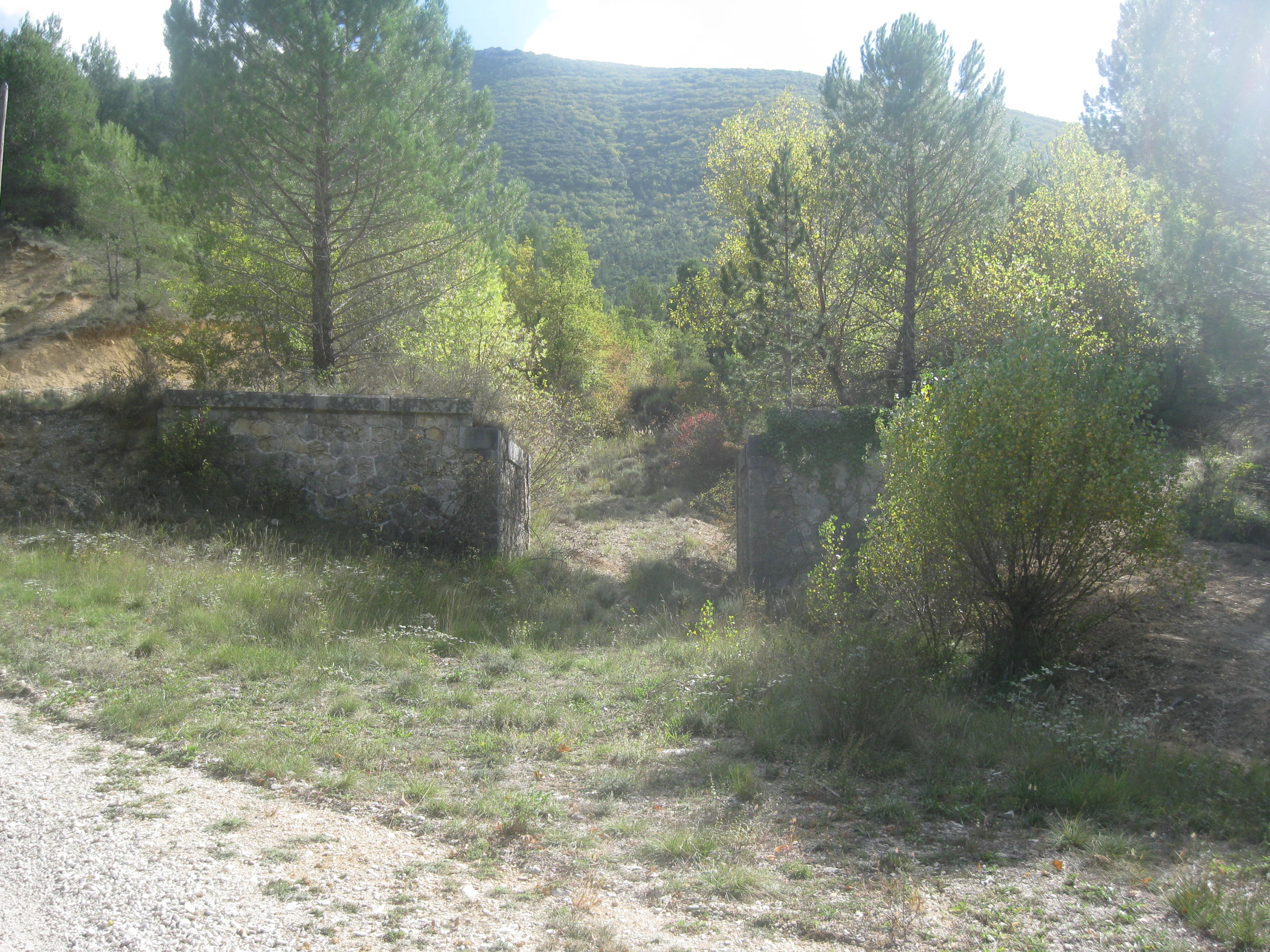
Überreste der ehemaligen Bahnstrecke Orange-Buis bei Pierrelongue

## Bevölkerungsentwicklung
| Jahr                       | 1962 | 1968 | 1975 | 1982 | 1990 | 1999 | 2007 | 2017 |
| Einwohner                  | 64   | 84   | 74   | 84   | 104  | 127  | 169  | 217  |
| Quellen: Cassini und INSEE |      |      |      |      |      |      |      |      |